# Энтелис, Фёдор Семёнович
Фёдор Семёнович Энтелис (1907—1995) — советский технолог стекла.

## Биография
Родился в 1907 году в городе Каменец-Подольский (ныне Хмельницкая область, Украина) в семье зубного врача Шимона Фроимовича Энтелиса и Гитли Шлёмо-Зельмановны Энтелис. Выпускник гимназии. В 20 лет окончил Каменец-Подольский химический институт (1927).
Работал ночным мастером, инженером, инженером-технологом на стекольном заводе в Константиновке (Донбасс).
В 1937—1938 годах в соавторстве с И. М. Чайковым разработал Хрустальный фонтан высотой 4,25 м и диаметром цельной чаши—2,4 м для выставки в Нью-Йорке.
В 1939 году спроектировал экспериментальный цех художественного стекла при ЛФЗ.
После начала войны вступил в ополчение, провел блокадную зиму в Ленинграде. По вопросу предложенных им стеклянных противотанковых бомб был командирован в Москву. По дороге через Ладогу отморозил ноги и после лечения был демобилизован.
В 1944 году получил направление в Закавказье для проектирования стекольных заводов. Внедрил на Ереванском стекольном заводе новый метод электрической варки стекла. В 1949 году в подарок И. В. Сталину на заводе была изготовлена огромная хрустальная ваза (художник Б. А. Смирнов, инженер-технолог Ф. С. Энтелис).
Соавтор монографий «Испанское стекло», «Античное стекло» и «Русское художественное стекло».
Профессор кафедры стекла и керамики ЛВХПУ имени В. И. Мухиной.
Похоронен на Преображенском еврейском кладбище в одной могиле с женой Саррой Савельевной (1906—1994) и тестем Савелием Ильичом Гитлером (1863—1933).

## Награды и премии
- Сталинская премия третьей степени (1948) — за разработку конструкции печей и нового метода электротермической варки стекла